# Andra slavkriget
Andra slavkriget var ett misslyckat uppror gentemot den Romerska republiken och utspelade sig mellan 104 f.Kr.-103 f.Kr. på Sicilien.
En slav vid namn Salvius skall ha varit den valde ledaren för rebellerna. Till skillnad från de övriga två slavupproren under tiden för den Romerska republiken var trupperna under Salvius välutrustade och vältränade. Siffror som nämns i sammanhanget uppger att slavarmén bestod av 2 000 kavallerister och 20 000 infanterister. Upproret kunde kväsas endast efter stor möda av konsul Manius Aquilius.